# Андерссон, Маттиас (футболист, 1998)
Эрик Маттиас Андерссон (швед. Erik Mattias Andersson; род. 13 марта 1998, Мальмё) — шведский футболист, защитник «Треллеборга».

## Клубная карьера
Начал заниматься футболом в команде «Лимхамн Бункенфлу», после чего перешёл в «Мальмё». В составе юношеской команды клуба принимал участие в Юношеской лиге УЕФА. В августе 2016 года перешёл в итальянский «Ювентус». В августе следующего года на правах аренды перешёл в нидерландский «Ден Босх». В его составе провёл 8 матчей в Эрстедивизи. По окончании срока аренды вернулся в «Ювентус», где начал выступать за вторую команду клуба, игравшую в Серии C.
В июле 2019 года на правах аренды перешёл в швейцарский «Сьон». В его составе 3 августа того же года дебютировал в чемпионате страны в игре с «Цюрихом», появившись на поле в стартовом составе. По окончании срока аренды подписал с клубом полноценный контракт, но из-за многочисленных травм провёл за клуб только три игры. В январе 2022 года подписал контракт на полгода с датским «Раннерсом».
В январе 2023 года вернулся в Швецию, где подписал контракт на два года с «Треллеборгом», выступавшим в Суперэттане. Первую игру за новый клуб провёл в матче групповом этапе Кубка Швеции против «Кальмара». После сезона 2024 года покинул клуб в связи с истечением контракта.

## Клубная статистика
| Выступление      | Выступление      | Выступление      | Лига | Лига | Кубки | Кубки | Конт. кубки | Конт. кубки | Итого | Итого |
| Клуб             | Лига             | Сезон            | Игры | Голы | Игры  | Голы  | Игры        | Голы        | Игры  | Голы  |
| ---------------- | ---------------- | ---------------- | ---- | ---- | ----- | ----- | ----------- | ----------- | ----- | ----- |
| Ден Босх         | Эрстедивизи      | 2017/18          | 8    | 0    | 2     | 0     | 0           | 0           | 10    | 0     |
| Ден Босх         | Итого            | Итого            | 8    | 0    | 2     | 0     | 0           | 0           | 10    | 0     |
| Ювентус (до 23)  | Серия C          | 2018/19          | 23   | 0    | 0     | 0     | 0           | 0           | 23    | 0     |
| Ювентус (до 23)  | Итого            | Итого            | 23   | 0    | 0     | 0     | 0           | 0           | 23    | 0     |
| Сьон             | Суперлига        | 2019/20          | 3    | 0    | 0     | 0     | 0           | 0           | 3     | 0     |
| Сьон             | Суперлига        | 2020/21          | 0    | 0    | 0     | 0     | 0           | 0           | 0     | 0     |
| Сьон             | Суперлига        | 2020/21          | 0    | 0    | 0     | 0     | 0           | 0           | 0     | 0     |
| Сьон             | Итого            | Итого            | 3    | 0    | 0     | 0     | 0           | 0           | 3     | 0     |
| Раннерс          | Суперлига        | 2021/22          | 2    | 0    | 0     | 0     | 1           | 0           | 3     | 0     |
| Раннерс          | Итого            | Итого            | 2    | 0    | 0     | 0     | 1           | 0           | 3     | 0     |
| Треллеборг       | Суперэттан       | 2022             | 16   | 2    | 1     | 0     | 0           | 0           | 17    | 2     |
| Треллеборг       | Суперэттан       | 2023             | 14   | 0    | 1     | 0     | 0           | 0           | 15    | 0     |
| Треллеборг       | Итого            | Итого            | 30   | 2    | 2     | 0     | 0           | 0           | 32    | 2     |
| Всего за карьеру | Всего за карьеру | Всего за карьеру | 66   | 2    | 4     | 0     | 1           | 0           | 71    | 2     |